# 이오카 가이토
이오카 가이토(일본어: 井岡 海都, 1998년 4월 27일~)는 일본의 축구 선수이다.

## 구단 경력
그는 2021년 J1리그의 베갈타 센다이에 입단했다. 2021년후 J2리그에 강등했다. 2023년 J3리그의 가이나레 돗토리로 이적했다. 2025년 J2리그의 V-파렌 나가사키로 이적했다.